# 沖縄県道235号保良上地線

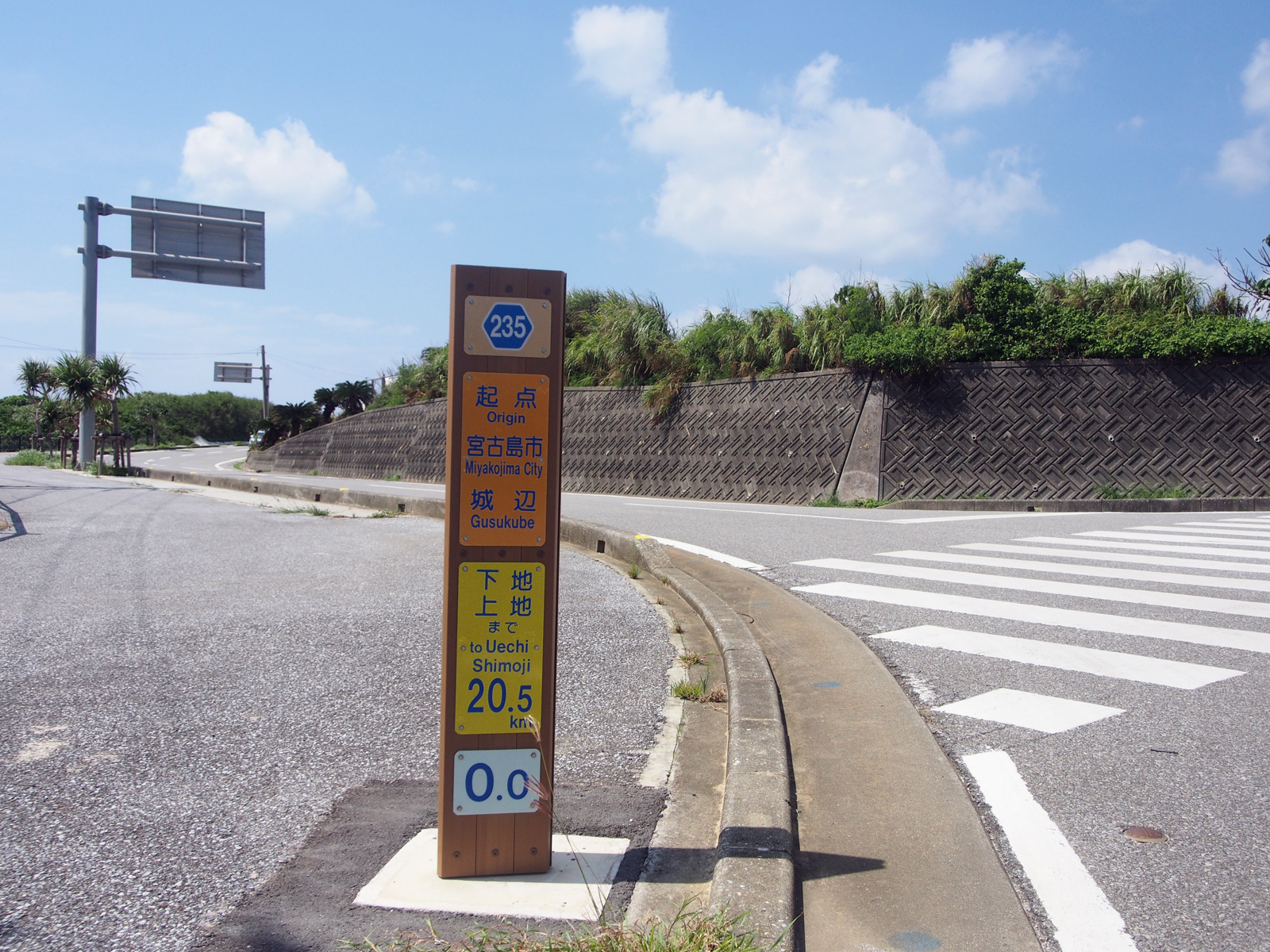
沖縄県道235号保良上地線起点

沖縄県道235号保良上地線（おきなわけんどう235ごう ぼらうえちせん）は沖縄県宮古島市城辺保良と下地上地とを結ぶ一般県道。通称、「南岸線」。

## 概要
宮古島を一周する道路（宮古島一周道路）の一部を構成し、宮古島南部の太平洋岸に沿って走っている。沿線にはゴルフ場や本土最大手の私鉄東急系のリゾートホテルなどのホテルがある。

### 区間
- 起点：宮古島市城辺字保良（国道390号）
- 終点：宮古島市下地字上地（国道390号・沖縄県道191号与那覇上地線）
- 総延長：21.12km[1]
- 実延長：10.18km（2009年）

### 通過自治体
- 宮古島市（宮古島）

### 交差する道路
- 国道390号（起点・終点）
- 沖縄県道201号友利線（宮古島市城辺友利）
- 沖縄県道197号嘉手苅屋原線（宮古島市下地嘉手苅）
- 沖縄県道246号城辺下地線（宮古島市下地与那覇）
- 来間大橋（農道・同）
- 沖縄県道191号与那覇上地線（宮古島市下地上地 - 終点）

### 重複路線
- 沖縄県道191号与那覇上地線（宮古島市下地上地 - 終点）

### 主要施設
- うえのドイツ文化村（宮古島市上野宮国）
- 来間島（宮古島市下地来間、下地与那覇の県道246号交点より）
  - 来間大橋（全長1,690m・1995年（平成7年）開通、橋自体は農道であり、この県道の一部ではない）
- 与那覇前浜

## 歴史・特徴
- 1989年（平成元年） - 県道に指定される。
- 1988年度（昭和63年度）〜1994年度（平成6年度） - 第一期事業として保良〜友利間（7.84km）が開通[1]。
- 1995年度（平成7年度） - 友利〜上地間 （13.28km）に着工[1]。
- 2013年（平成25年）3月 - 全面開通[1]。